# 305 км (зупинний пункт, Придніпровська залізниця)
305 кіломе́тр — пасажирський залізничний зупинний пункт Дніпровської дирекції Придніпровської залізниці на електрифікованій лінії Синельникове II — Чаплине між станціями Улянівка (13 км) та Чаплине (4 км). Розташований неподалік села Касаєве Синельниківського району Дніпропетровської області.

## Пасажирське сполучення
Через платформу 305 км прямують приміські електропоїзди Синельниківського та Чаплинського напрямків, проте не зупиняючись.